# 高等中學畢業證書
高等中學畢業證書（英語：Higher School Certificate），是英國、澳洲新南威爾斯州和維多利亞州的學歷資格。後兩地的考試制度沿用了英國歷史上的考試名稱，但與其沒有確切的對等關係。

## 英國
高等中學畢業證書曾經是英國的標準學歷資格，在1918年由中學考試議會（Secondary Schools Examination Council）創立。學生通常在18歲，或在考取中學畢業證書的兩年之後，應考高等中學畢業會考。在1951年推出高級程度證書（英語：A-level）之後，廢除高等中學畢業證書。

## 澳洲新南威爾斯州
高等中學畢業證書是頒發給在澳洲新南威爾斯州成功完成高中教育（相當於11年級和12年級）的中學生。1967年首次推出，最近一次重大修訂於2001年
生效。現時由新南威爾斯州教育局（Board of Studies of NSW）發展及管理。2011年，72,391名學生應考，是澳洲歷史上最大群十二年級學生。2003年有報導指，每十一宗青少年自殺案中，就有一宗的成因與HSC有關。

## 澳洲維多利亞州
高等中學畢業證書曾經是頒發給在澳洲維多利亞州成功完成高中教育（相當於11年級和12年級）的中學生。1987年，繼它之後的維多利亞州教育證書開始試驗，直至1992年，它被完全取替。它與新南威爾斯州頒發的高等中學畢業證書無關。澳洲每個洲和領地都有不同的教育制度，因此有不同的畢業證書。